# Nyngan
Nyngan ist eine Ortschaft im australischen Bundesstaat New South Wales und liegt etwa 580 Kilometer nordwestlich von Sydney.  
Der Ort wurde 1891 gegründet und hat heute 1761 Einwohner. 
Die Stadt liegt am Mitchell Highway, der Barrier Highway zweigt in Nyngan ab und führt von hier nach Broken Hill.
Um die Monatswende April/Mai 1990 wurde Nyngan von den schweren Regenfällen in der Region am schwersten betroffen. Fast alle Gebäude standen unter Wasser und die Bevölkerung musste evakuiert werden.

## Persönlichkeiten

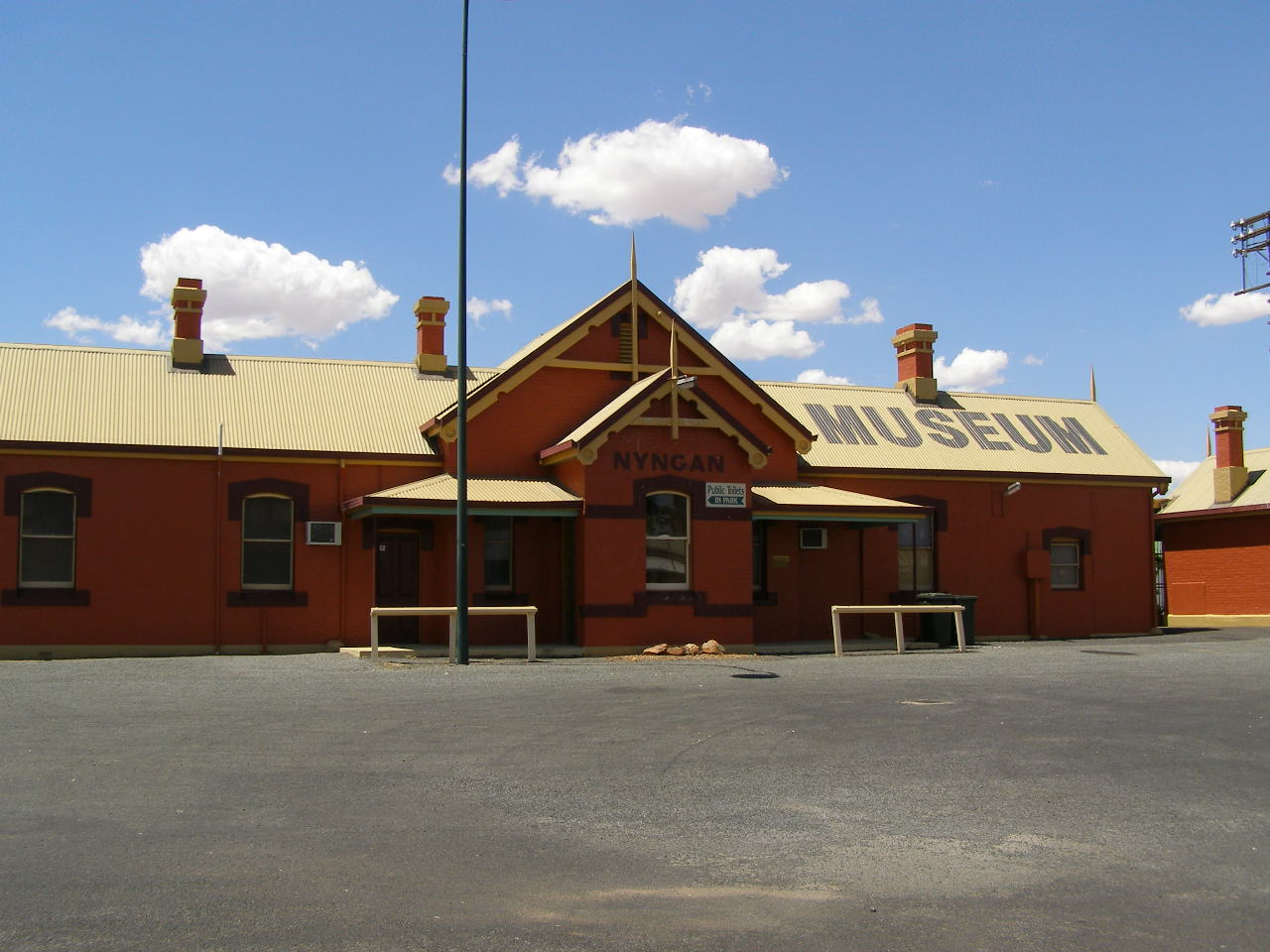
Bahnhof (heute Museum), Nyngan

- Phillip Dutton, Springreiter